# MÁV XIIc
Die MÁV XIIc waren Tenderlokomotiven der ungarischen Staatsbahnen MÁV.
Die drei Maschinen wurden für den Bau der Lemberg-Czernowitz-Jassy-Eisenbahn von deren Baufirma Brassey bei der Lokomotivfabrik der StEG bestellt.
Sie erhielten die Nummern 1–3.
Die Dimensionen der Fahrzeuge waren bescheiden.
Auffällig war jedoch der Wassertank am Kesselscheitel.
Eine der Maschinen wurde weiterhin als Baulok verwendet, zwei kamen jedoch 1883/84 zu den MÁV, die sie 1894 an die Kaschau-Oderberger Bahn (KsOd) für den Betrieb auf der Strecke Spišské Vlachy–Spišské Podhradie abgab.
Sie dürften keine eigene KsOd-Bezeichnung erhalten haben.